# Andorinhão-cafre
Andorinhão-cafre ou andorinhão-de-uropígio-branco (Apus caffer) é uma ave da família Apodidae. Distribui-se principalmente pela África subsariana, tendo uma distribuição mais restrita a norte do Sara.
Colonizou a Península Ibérica a partir de meados do século XX. Em Portugal começou a ser observado com alguma regularidade a partir da década de 1990, mas a sua ocorrência continua a ser muito rara e praticamente restrita ao extremo sueste do território (margem esquerda do Guadiana).
O andorinhão-cafre é preto, mas o uropígio branco, em conjunto com a cauda bifurcada, permite distinguir esta espécie do andorinhão-preto e dos restantes andorinhões que nidificam na Europa.